# أندري كوزنيتسوف
أندري كوزنيتسوف (بالروسية: Кузнецов, Андрей Иванович)‏ (23 أبريل 1966 في أوكرانيا - 30 ديسمبر 1994 في إيطاليا) هو لاعب كرة طائرة أوكرانيا وروسيا في مركز ضارب خارجي ‏. شارك في الألعاب الأولمبية الصيفية 1988 والألعاب الأولمبية الصيفية 1992.

## وصلات خارجية
- أندري كوزنيتسوف على موقع دوري الدرجة الأولى الإيطالي للكرة الطائرة - رجال (الإيطالية)
- أندري كوزنيتسوف على موقع أوليمبيديا (الإنجليزية)